# Jag ångrar ingenting
Jag ångrar ingenting är ett studioalbum från 2005 av Lena Philipsson. Albumet placerade sig som högst på andra plats på den svenska albumlistan, efter att ha debuterat på tredjeplatsen. Albumet sålde över 30 000 exemplar första dagen, och hade därmed sålt guld. Albumet belönades med platinum (60 000 exemplar) den 13 december 2005.

## Låtlista
1. Jag ångrar ingenting - 4:13
2. Unga pojkar & äldre män - 4:32
3. Han jobbar i affär - 3.50
4. Dom bjuder på champagne - 4:36
5. Jag sover hellre ensam - 4:29
6. Du ringer bara mej när du är full - 3:51
7. Det ringer på min dörr - 4:12
8. Den högste - 4:04
9. Någon annanstans - 4:53
10. Du kan få mej när du vill - 3:59

## Singlar från albumet
- 2005 - Unga pojkar & äldre män. #4 ( Sverige)
- 2005 - Han jobbar i affär. #9 ( Sverige)
- 2006 - Jag ångrar ingenting.
- 2006 - Det ringer på min dörr.

## Listplaceringar
| Lista (2005-2006) | Topplacering |
| ----------------- | ------------ |
| Sverige           | 2            |